# Elisabeth Gundolf

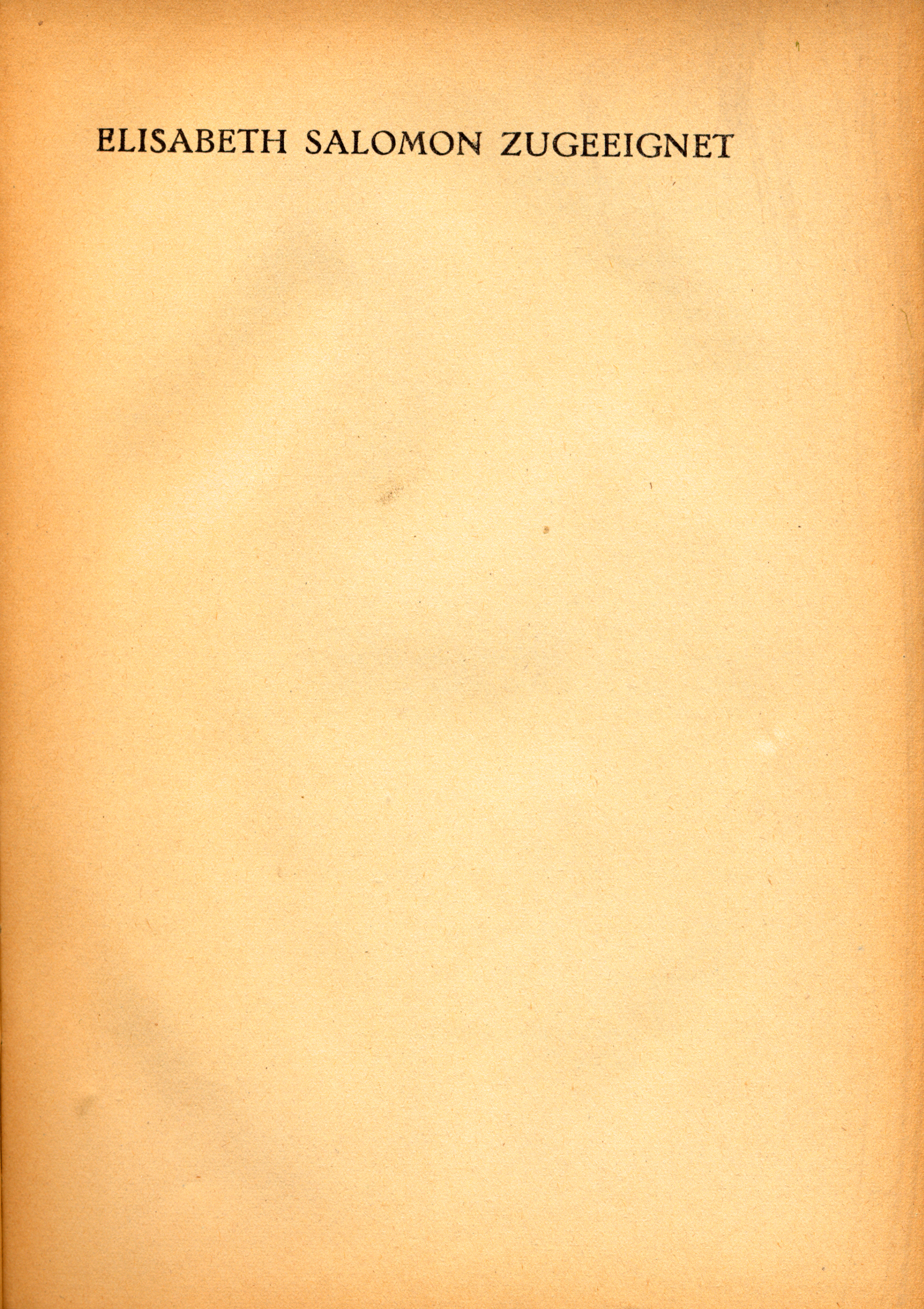
Widmung in Friedrich Gundolfs Werk über Heinrich von Kleist, 1922, Verlag Georg Bondi

Elisabeth Agnes Gundolf, geb. Salomon (* 10. November 1893 in Hirschberg im Riesengebirge; † 13. Februar 1958 in Oxford), war eine deutsche Nationalökonomin, Schriftstellerin und Übersetzerin der Werke von Antonio Graziadei (1873–1953). Sie ordnete den Nachlass ihres Mannes Friedrich Gundolf und gab seine Werke postum heraus. Auch betätigte sich E. Gundolf als Herausgeberin von Gedichten Karoline Günderrodes. Zudem war sie an der Wirtschaftsuniversität Wien tätig, was durch die Organisation American Guild for German Cultural Freedom überliefert ist.

## Leben
Elisabeth Salomon wurde als Tochter des Sanitätsrats Max Salomon und seiner Frau Rose (geb. Hahn) geboren und war jüdischen Glaubens. Sie war über ihre Schwester Anna die Schwägerin von Siegfried Bernfeld. Ihr Bruder war der SPD-Archivar Friedrich Salomon (1890–1946). Eine reichhaltige Korrespondenz ihrer Eltern von mehr als 70 Briefen ist im Paul-Geheeb-Archiv zu finden. Sie verstarb in der Emigration im Jahre 1958 in Oxford (Churchill Hospital).
Durch ihre Liebesbeziehung zu Friedrich Gundolf, einem wichtigen Mitglied des George-Kreises, kam es seit den späten 1910er Jahren zu einer Krise in der Beziehung zwischen Gundolf und Stefan George. 1922 widmete Friedrich Gundolf sein Buch über Heinrich von Kleist Elisabeth Salomon. Dies war für George der Anlass, den Kontakt zu Gundolf endgültig abzubrechen. 1926 heiratete Gundolf Elisabeth Salomon.

## Ausbildung
Ihr Abitur legte sie in Dresden ab. Danach studierte sie Staatswissenschaften und Philosophie an den Universitäten München, Berlin und Heidelberg, wo sie 1919 promovierte. In den Kriegsjahren 1915 bis 1917 wurde ihr Studium durch die Tätigkeit als Krankenschwester unterbrochen. Sie studierte bei Ladislaus von Bortkewitsch, Lujo Brentano, Kurt Breysig, Hans Delbrück, Eberhard Gothein, Gundelfinger, Karl Heinsheimer, Ignaz Jastrow, Emil Lederer, Albert Lotz, Alois Riehl, Heinrich Rickert, Arthur Salz, Schott, Schumacher, Freiherrn von Schwerin, Sering, Werner Sombart, Thoma, Alfred Weber und Friedrich Wolters. Nach der Promotion lebte sie einige Jahre als Journalistin in Italien.

## Hauptfigur eines Romanes von 1923

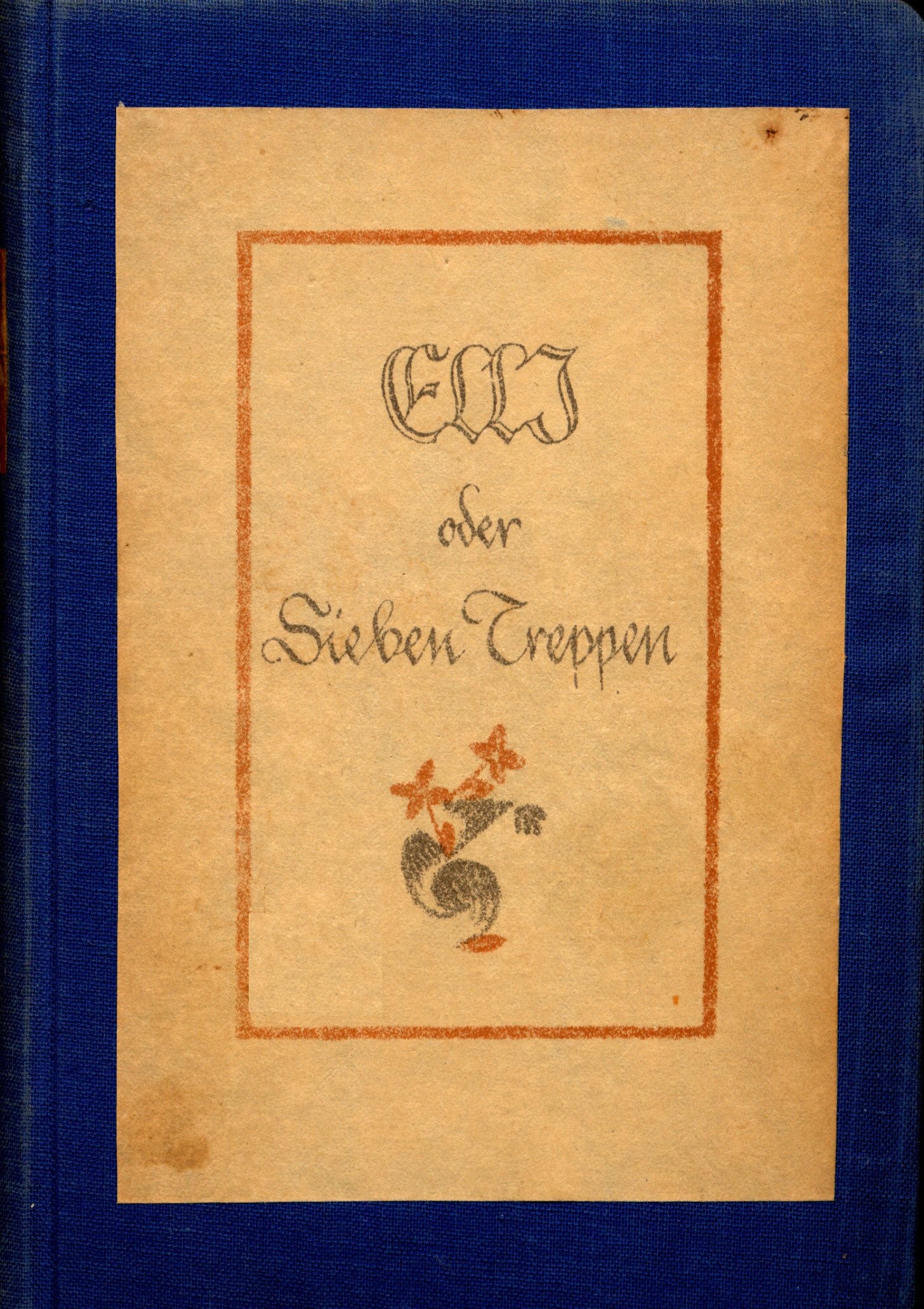
Protagonistin eines Romans von Albrecht Schaeffer 1919. Einbandentwurf von Emil Rudolf Weiß

Der Schriftsteller Albrecht Schaeffer verewigte Elisabeth Gundolf in dem Roman Elli oder Sieben Treppen – Beschreibung eines weiblichen Lebens, der 1919 und 1923 im Insel-Verlag erschien. Das Werk ist mit Datum von 1918 Felix Braun „In den Tagen neuer Eintracht“ gewidmet. Ein chassidisches Wort ist dem Buch vorangestellt und entsprechend dem Inhalt in Form eines Kelches abgedruckt. Es ist ein Zitat aus Martin Bubers Die Legende des Baalschem. Auf Seite 27 ist ein Gedicht Stefan Georges in voller Länge abgedruckt. Es handelt sich dabei um das XIX. Gedicht Zu wem als dir soll sie die blicke wenden in Der Teppich des Lebens und die Lieder von Traum und Tod. In seiner Ganzheit ist der Roman Schaeffers bisher unerforscht.

## Vorträge über Stefan George und Rainer Maria Rilke
Über ihre in Buchform veröffentlichten Vorträge, die sie 1944 in Oxford hielt: „Meine Begegnungen mit Rainer Maria Rilke und Stefan George“ und „Stefan George und der Nationalsozialismus“, urteilt Lothar Helbing in einem Vorwort: „Nach der Veröffentlichung des Briefwechsels Stefan George – F. Gundolf scheint es uns richtig, auch der Frau das Wort zu geben, der zwar keine entscheidende, aber eine so bedeutsam katalysatorische Rolle in der Freundschaft dieser Männer zubestimmt war. Wir glauben, dass ihre Aussagen eine nicht unwillkommene Ergänzung zu jener wichtigen Publikation darstellen.“ Elisabeth Gundolf gibt Auskunft, wie auch Paula Modersohn-Becker, Karin Michaëlis, Lou Andreas-Salomé und Sabine Lepsius, über ihre Begegnungen mit dem Dichter Rainer Maria Rilke.

## Briefe
Das Deutsche Literaturarchiv Marbach hat 2015 den Briefwechsel zwischen Elisabeth und Friedrich Gundolf herausgegeben:
- Gunilla Eschenbach, Helmuth Mojem (Hrsg.): Friedrich Gundolf – Elisabeth Salomon. Briefwechsel 1914-1931. De Gruyter, Berlin 2015, ISBN 978-3-11-022546-4.

## Schriften
- Die Papierindustrie des Riesengebirges in ihrer standortsmässigen Bedingtheit. (Reihe Ueber den Standort der Industrien. Teil 2: Die deutsche Industrie seit 1860. Bd. 5.) Verlag Mohr, Tübingen 1920 (Dissertation).
- Zwei Vorträge: Meine Begegnungen mit Rainer Maria Rilke und Stefan George – Stefan George und der Nationalsozialismus. Castrum Peregrini Presse, Amsterdam 1965, ISBN 3-8353-0375-9 (Vorwort von Lothar Helbing: Gundolf und Elli.).